# Notarius troschelii
Notarius troschelii är en fiskart som först beskrevs av Gill, 1863.  Notarius troschelii ingår i släktet Notarius och familjen Ariidae. IUCN kategoriserar arten globalt som livskraftig. Inga underarter finns listade i Catalogue of Life.